# YouTube Kids
YouTube Kids is een versie van YouTube die bedoeld is kindvriendelijk te zijn. De versie geeft ouders de mogelijkheid om kinderen alleen naar goedgekeurde kanalen te laten kijken en de schermtijd te beperken.
YouTube Kids bracht op 23 februari 2015 een mobiele applicatie uit voor Android en iOS, en werd in 2017 ook beschikbaar voor smart-tv's.
De app bevat vier categorieën; aanbevolen, shows, muziek en leren. In 2016 werd YouTube Premium ondersteund, een betaalde abonnementsdienst, waarmee reclamevrije weergave van de inhoud mogelijk is. Ook kwamen bij dit abonnement in 2017 kinderseries beschikbaar.
Zonder YouTube Premium worden er reclames getoond. Dit is door twee Amerikaanse organisaties bekritiseerd die beargumenteren dat kinderen het verschil tussen inhoud en reclames minder goed kunnen onderscheiden. YouTube kwam met korte tussenfilmpjes om meer onderscheid hierin te kunnen maken.